# Kachhwa
Kachhwa là một thị xã và là một nagar panchayat của quận Mirzapur thuộc bang Uttar Pradesh, Ấn Độ.

## Địa lý
Kachhwa có vị trí 25°13′B 82°43′Đ / 25,22°B 82,72°Đ Nó có độ cao trung bình là 84 mét (275 feet).

## Nhân khẩu
Theo điều tra dân số năm 2001 của Ấn Độ, Kachhwa có dân số 14.712 người. Phái nam chiếm 54% tổng số dân và phái nữ chiếm 46%. Kachhwa có tỷ lệ 57% biết đọc biết viết, thấp hơn tỷ lệ trung bình toàn quốc là 59,5%: tỷ lệ cho phái nam là 66%, và tỷ lệ cho phái nữ là 46%. Tại Kachhwa, 16% dân số nhỏ hơn 6 tuổi.